# Distrito de Huanchay
El distrito de Huanchay es uno de los di distritos de la provincia de Huaraz, ubicado en el departamento de Ancash, en el Perú. Limita por el noroeste con el distrito de Pampas; por el este con el distrito de La Libertad; por el sur con la provincia de Aija y; por el oeste con la provincia de Huarmey.

## Toponimia
El nombre de este distrito proviene del quechua I norteño, wanchay que se puede traducir como "depredar los choclos de los maizales". El depredador es el ave conocida con el nombre de huanchaco ( wanchaq en Runa Shimi).

## Historia
El Distrito de Huanchay, fue creado por Ley N° 7858 el 16 de octubre de 1933 durante el gobierno del Presidente Oscar R. Benavides.
El 16 de enero de 1953, el Congreso de la República, mediante Ley N° 11961 eleva a la categoría de Villa el pueblo de Huanchay capital del Distrito, en el gobierno del Presidente Manuel A. Odría.

## Geografía
Tiene una población estimada mayor a 3.000 habitantes. Está ubicada en los flancos de la cordillera negra y en el valle de culebras, sus punas albergan lagunas y canales de regadío gentilicio, que están en proceso de restauración.
Su actividad agrícola en la parte alta es (cebada, trigo, maíz serrano, habas, arvejas, manzana, melocotón) y en la parte baja-en los centros poblados de Palacio, Colcap, Nuevo Raypa, Rumar- es el (frejol canario, frutales, palta fuerte, maíz, tomate, pepino dulce) y pecuario (ganado lanar, vacuno, caballar, porcinos, animales menores como el cuy y conejo).

## Autoridades

### Municipales
- 1934 - Paz Villanueva Figueroa.- 1.er Alcalde del Distrito de Huanchay.
- 1934 - León Villanueva Malpica.- Principal gestor y promotor de la creación del Distrito de Huanchay.
- 1935 - Augusto Saturnino García
- 1936 - Marcial Villanueva Malpica
- 1937 - Tadeo Villanueva Roldan
- 1938 - Zoilo Rojo
- 1940 - Mejico Rodríguez Roldan
- 1942 - Wenceslao Cotillo Mendoza
- 1944 - Vidal Alegre Cancan
- 1944 - Claudio Obregón
- 1944 - Wenceslao Cotillo Mendoza
- 1945 - León Villanueva Malpica
- 1945 - Pantaleón Roldan García
- 1948 - León Villanueva Malpica
- 1948 - Alejandro Lujerio
- 1949 - Abrahan García Robles
- 1949 - Domingo de G. Mendoza
- 1950 - León Villanueva Malpica
- 1952 - Wenceslao Cotillo Mendoza
- 1953 - Abrahan García Robles
- 1955 - Daniel Rodríguez Roldán
- 1956 - Teótimo García Mendoza
- 1956 - Fulgencio Osorio
- 1957 - Abrahan García Robles
- 1957 - Lizardo Rodríguez Mota
- 1957 - Mateo Fernández
- 1958 - Agripino García C.
- 1958 - Maximiliano Mendoza Giraldo
- 1959 - Crisanto García García
- 1960 - León Villanueva Malpica
- 1963 - Lizardo Rodríguez Mota
- 1966 - Clotilde Villanueva R. de Romero. Primera mujer Alcaldesa en la vida administrativa de los distritos de la Provincia de Huaraz.
- 2011 - 2014[3]
  - Alcalde: Dioscórides Félix León Fernández, del Movimiento Independiente Nueva Esperanza Regional Ancashina Nueva Era (Nueva ERA).
  - Regidores: Magno Gregorio Reyes Tolentino (Nueva ERA), Alfredo Valentín Espinoza Camones (Nueva ERA), Nancy María Hilario Jamanca (Nueva ERA), Teódulo Fidel Castillo Tahua (Nueva ERA), Juana Leonor Romero Villanueva (Movimiento Independiente Nuevo Destino).

### Religiosas
- Obispo de Huaraz: Mons. José Eduardo Velásquez Tarazona (2004 - )

## Festividades
Su fiesta patronal San Francisco de Asís se celebra el 4 de octubre, así como coloridos danzantes de pastorcitos (niños) en Navidad y adultos (negritos) en año nuevo, completan la fiesta tradicional de los carnavales en febrero-marzo.